# Перковка
Перковка (укр. Перківка), село,
Хотомлянский сельский совет,
Волчанский район,
Харьковская область.
Код КОАТУУ — 6321688402. Население по переписи 2001 года составляет 22 (7/15 м/ж) человека.

## Географическое положение
Село Перковка находится на правом берегу реки Хотомля, недалеко от места её впадения в Печенежское водохранилище (река Северский Донец), выше по течению на расстоянии в 2 км находится село Паськовка, ниже по течению на расстоянии в 1 км — село Першотравневое.

## История
- 1670 — дата основания.

## Экономика
- В селе сохранились руины молочно-товарной фермы и машинно-тракторных мастерских.

## Достопримечательности
- Братская могила советских воинов. Похоронено 1300 воинов.